# Duckemyia latifrons
Duckemyia latifrons är en tvåvingeart som beskrevs av Tadao Kano och Guilherme A.M.Lopes 1969. Duckemyia latifrons ingår i släktet Duckemyia och familjen köttflugor. Inga underarter finns listade i Catalogue of Life.